# مجلس وطني للمقاومة (1962)
كان المجلس الوطني للمقاومة (CNR) منظمة فرنسيه سرية وطنية متشددة، تأسست في 20 مايو 1962 في روما. سُميت بعد عام 1943 باسم تنظيم المقاومة الفرنسية المجلس الوطني للمقاومة. تم حله عام 1963، عندما قبض مكتب الاستخبارات الفرنسية على أنطوان أرجو في مدينة ميونخ بتهمة محاولة اغتيال الرئيس شارل ديغول الرئيس الفرنسي، وتم نفي العديد من الأعضاء الآخرين، الذين يواجهون اتهامات من الحكومة. في عام 1968، صدر عفو عام وأطلق سراح أرجو من السجن، وعاد العديد من أعضاء المجلس الوطني للمقاومة السابقين إلى فرنسا وعاد البعض إلى الحياة العامة.